# 裏六甲ドライブウェイ

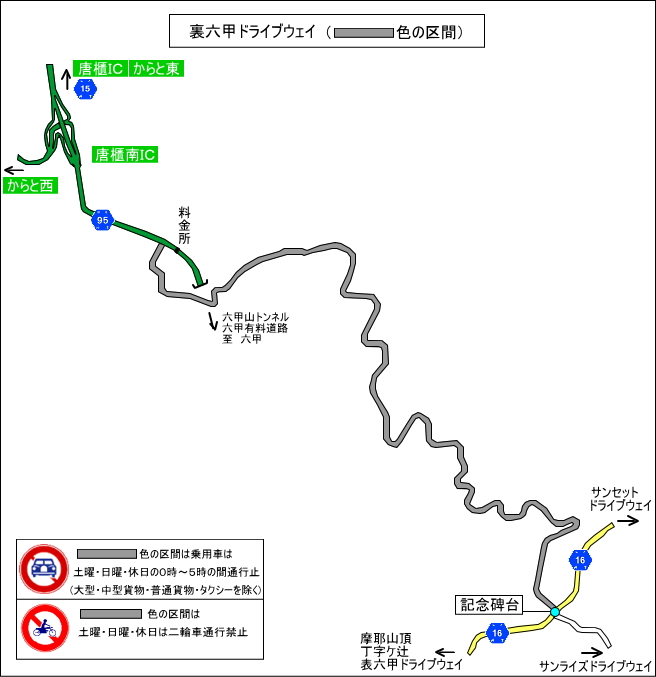

裏六甲ドライブウェイ（うらろっこうドライブウェイ）は、神戸市北区有野町唐櫃と、灘区六甲山を結ぶ道路である。以前は表六甲ドライブウェイとともに有料道路であったが、2002年6月1日に無料化された。

## 概要

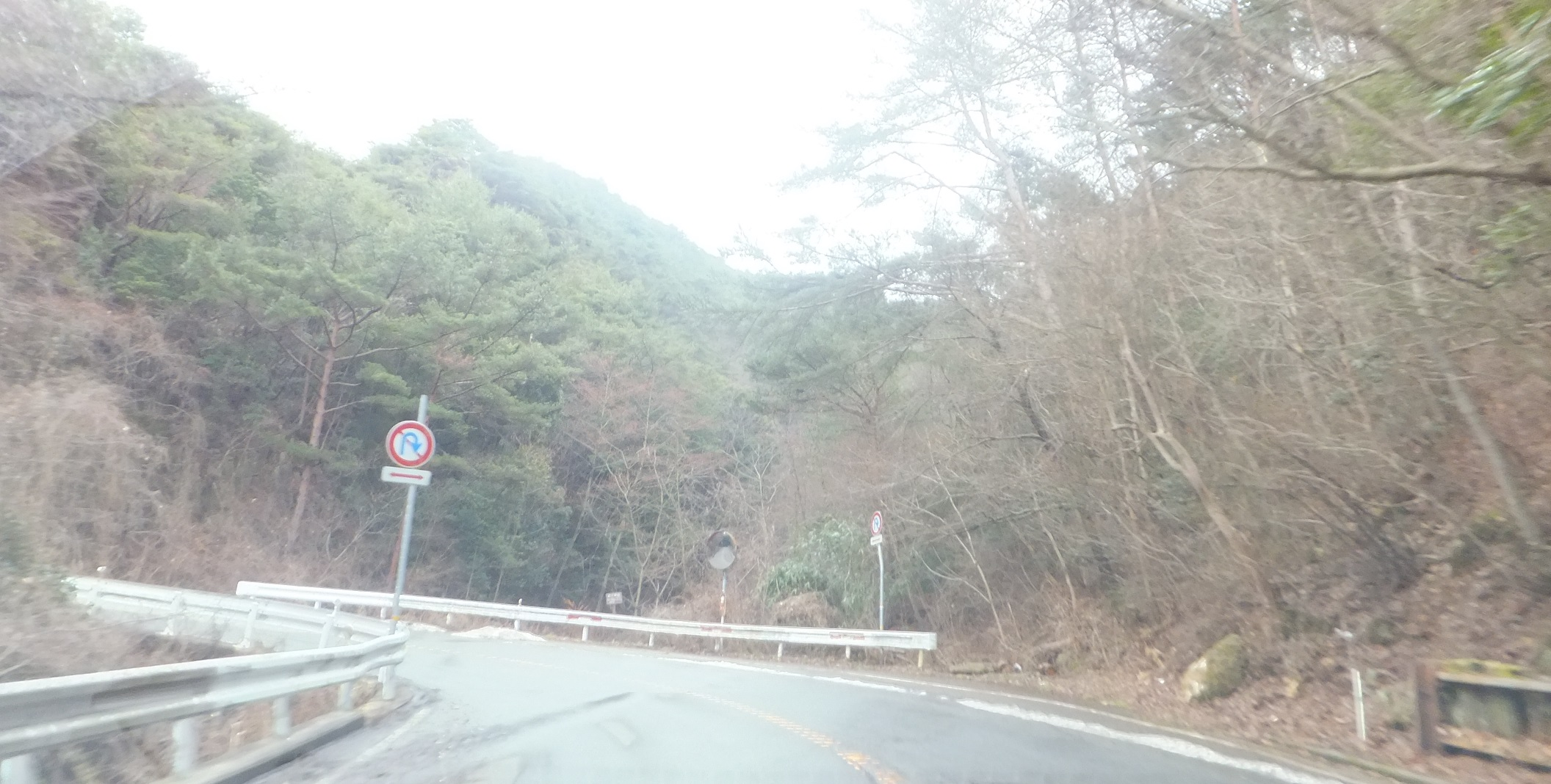
起点付近
神戸市北区有野町唐櫃で撮影

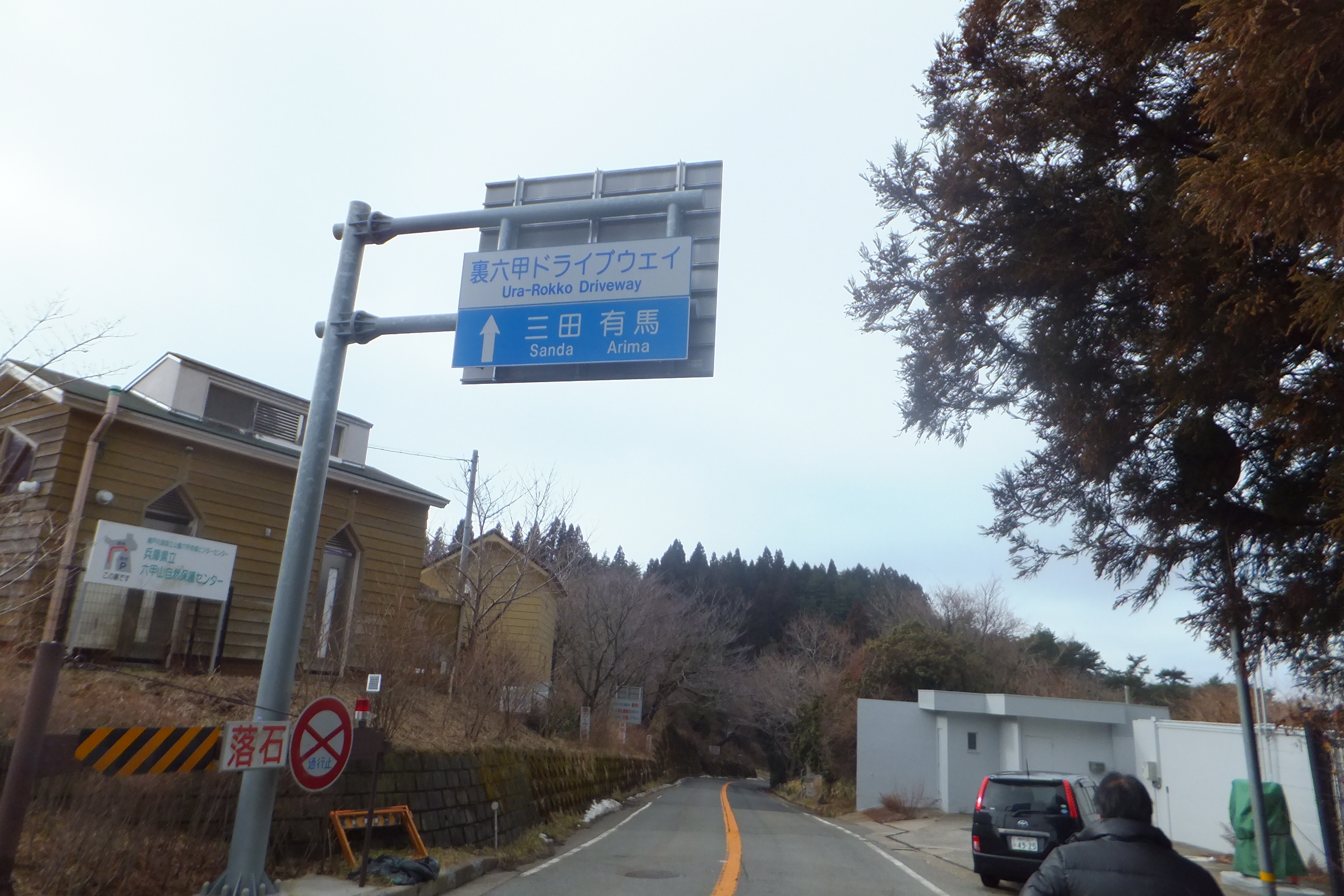
終点付近
神戸市灘区六甲山町北六甲で撮影

- 料金所は北区側から入ったところにあった。また、ローリング族対策のため乗用車（大型・中型貨物・普通貨物・タクシーを除く/土曜・日曜・休日の0時-5時）と二輪車（土曜・日曜・休日の終日）が通行禁止となっている。

6月から7月にかけて、沿道には自生のものや植栽されたアジサイが多く咲き乱れる。阪神間の市街地に比べると一ヶ月程度見ごろの時期が遅れる。

## 歴史
- 1928年 - 有料道路として開通。開通当初は砂利道であった。
- 1962年 - 砂利道から舗装道路になった。
- 2002年6月1日 - 無料開放された。
- 2013年（平成25年）9月16日、台風18号による土砂崩れで当日の23時から通行止めとなる。
- 2014年（平成26年）1月21日 土砂の完全撤去により復旧、通行止めを解除[1]。

## 路線バス
現在は阪急バス唐櫃営業所を発着する六甲線の回送のみが運行されており、過去には裏六甲線として有馬 - 山上間を運行していた。

## 接続道路
- 兵庫県道16号明石神戸宝塚線
- 兵庫県道95号灘三田線(六甲有料道路)